# Hrvatsko žrtvoslovno društvo
Hrvatsko žrtvoslovno društvo (krać. HŽD), utemeljeno 1991. godine, je nevladina, nestranačka, neprofitna znanstvenostručna humanitarna udruga.

## Ciljevi, organizacija, djelatnost
Hrvatsko žrtvoslovno društvo ima sljedeće ciljeve:
- poučava i prati pojave i uzroke stradavanja ljudi, nastoji osigurati pravnu zaštitu žrtava, pružiti pomoć i podršku žrtvama zločina i zloupotrebe moći;
- posebno prati i izučava probleme žrtava rata, nasilja i kršenja prava čovjeka, nasilja u obitelji, žrtve u okolišu, prometu, na radu, u prirodnim i drugim nesrećama i katastrofama, izučava žrtve u pravosuđu, administraciji, zdravstvu, školama i u drugim javnim službama;
- izučava stradanje djece, žena, starijih osoba, pripadnika manjina i druge žrtve.

Društvo surađuje s drugim vladinim i nevladinim organizacijama, angažira se u pojedinim slučajevima stradanja ljudi i ostvaruje međunarodnu suradnju, posebno putem svoga članstva u Svjetskom žrtvoslovnom društvu.
Članom društva postaje osoba koja usvaja Statut i ciljeve Društva. Članovi su društva znanstvenici i stručni djelatnici u područjima prava, medicine, psihologije, kriminologije, socijalnog rada, povijesti, pravosuđa, ekologije i drugih znanosti i stručnih djelatnosti koje se tiču stradanja ljudi.
Društvo ima izdavačku djelatnost. Tiskano je više monografija posebno o žrtvama rata – žrtvoslove pojedinih krajeva. Objavljen je i Hrvatski holokaust 2005. Društvo održava javne tribine, znanstvene i druge skupove. Najvažniji su svake tri godine Hrvatski žrtvoslovni kongresi (1998., 2001, 2004.) s kojih su objavljeni zbornici radova i to:
- "Hrvatski žrtvoslov", Zagreb, 1998.
- "Da se ne zaboravi", Vukovar, 2001.
- "O žrtvama je riječ", Zagreb, 2004.

## Predsjedništvo Hrvatskog žrtvoslovnog društva
- Dr. Zvonimir Šeparović, predsjednik
- Kata Šoljić, počasna predsjednica
- Šimun Penava, prof., dopredsjednik
- Ivan Debeljak, dipl. prav., rizničar
- Jadranka Lučić, tajnica

## Članovi
- Prim. dr. Ivo Kujundžić
- Dr. Mate Pavković
- Dr. Ljubomir Radovančević
- Dr. Ružica Ćavar
- Jelena Brajša
- Ante Beljo, ing.
- Domagoj Ante Petrić, dipl. jour.
- sveuč. prof. Ante Vukasović
- Miljenko Romić, akademski slikar
- Mirsad Bakšić, dipl. iur. – brigadir HV

## Četvrti hrvatski žrtvoslovni kongres
Četvrti hrvatski žrtvoslovni kongres za 2007. godinu održavao se od 15. do 17. lipnja 2007. godine u Zagrebu i Škabrnji.
Tematska područja:
- 1. Prava žrtava zločina i zlouporabe moći

- Međunarodni standardi
- Nacionalno pravo
- Zaštita prava žrtava zločina i zlouporabe moći
- Zaštita djece, starih, nemoćnih, siromašnih i socijalno potrebnih

- 2. Rizik stradanja (viktimizacije) u današnjem svijetu

- Nasilje u obitelji
- Nasilje u prometu
- Nasilje u školama
- Nasilje u športu

- 3. Povijesne teme

- Žrtve totalitarnih režima
- Žrtve Domovinskog rata
- Izgradnja Memorijalnog centra hrvatske žrtve

- 4. Ostale (slobodne) teme

## Vanjske poveznice
- Službena stranica Hrvatskog žrtvoslovnog društva